# Rumpo
Rumpo (Romp in het Estland-Zweeds) is een plaats in de Estlandse gemeente Vormsi, provincie Läänemaa. De plaats heeft de status van dorp (Estisch: küla).

## Bevolking
Het dorp had 23 inwoners op 31 december 2011 en 27 inwoners op 31 december 2021.

## Ligging
Rumpo ligt aan de zuidkust van het eiland Vormsi, aan Väinameri, het gedeelte van de Oostzee tussen de eilanden Muhu, Saaremaa, Hiiumaa en Vormsi en het Estische vasteland. Bij het dorp hoort een landtong, Rumpo poolsaar genoemd, die in zuidoostelijke richting loopt en uitloopt in de kaap Rumpo nina. De vorm van de landtong doet denken aan de staart van een dier (Zweeds: rumpa), vandaar de naam van het dorp. Ten noorden van de landtong ligt de baai Sviby laht.  Ook de haven van Sviby ligt aan deze baai.
Een groepje onbewoonde eilandjes, waarvan Pasilaid en Tälmen de grootste zijn, hoort bij het dorp.

## Geschiedenis
Rumpo werd net als de rest van het eiland Vormsi, voornamelijk bewoond door Estlandzweden. De plaats werd in 1540 voor het eerst genoemd onder de naam Rump. In 1565 werd ze Rwmppaby genoemd en in 1590 Rompå By (by is Zweeds voor ‘dorp’). In 1613 heette het dorp Rumpeby. Het lag op het landgoed Magnushof (Suuremõisa).
Het overgrote deel van de Estlandzweden vluchtte in 1944 voor het oprukkende Rode Leger over de Oostzee naar Zweden. Daarna kwamen er nieuwe bewoners, voornamelijk Esten.

## Foto's

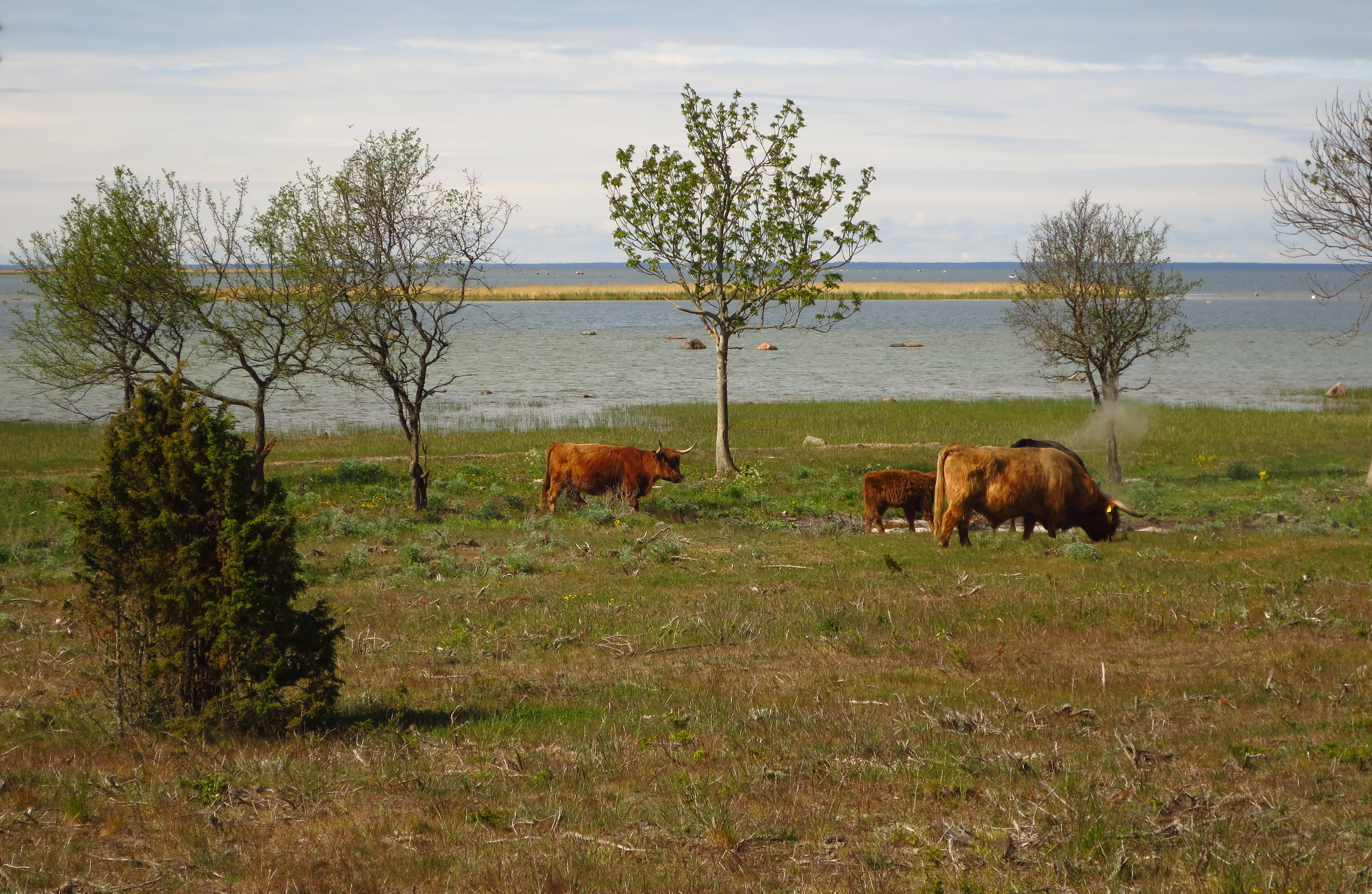
Het schiereiland van Rumpo
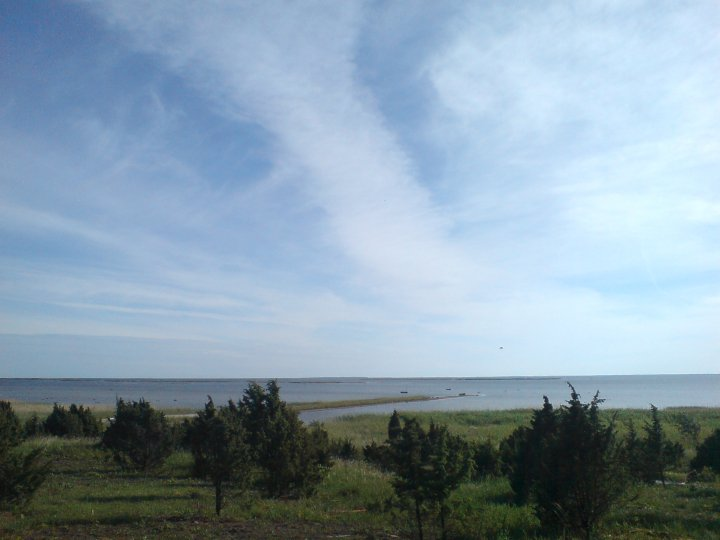
Het schiereiland van Rumpo
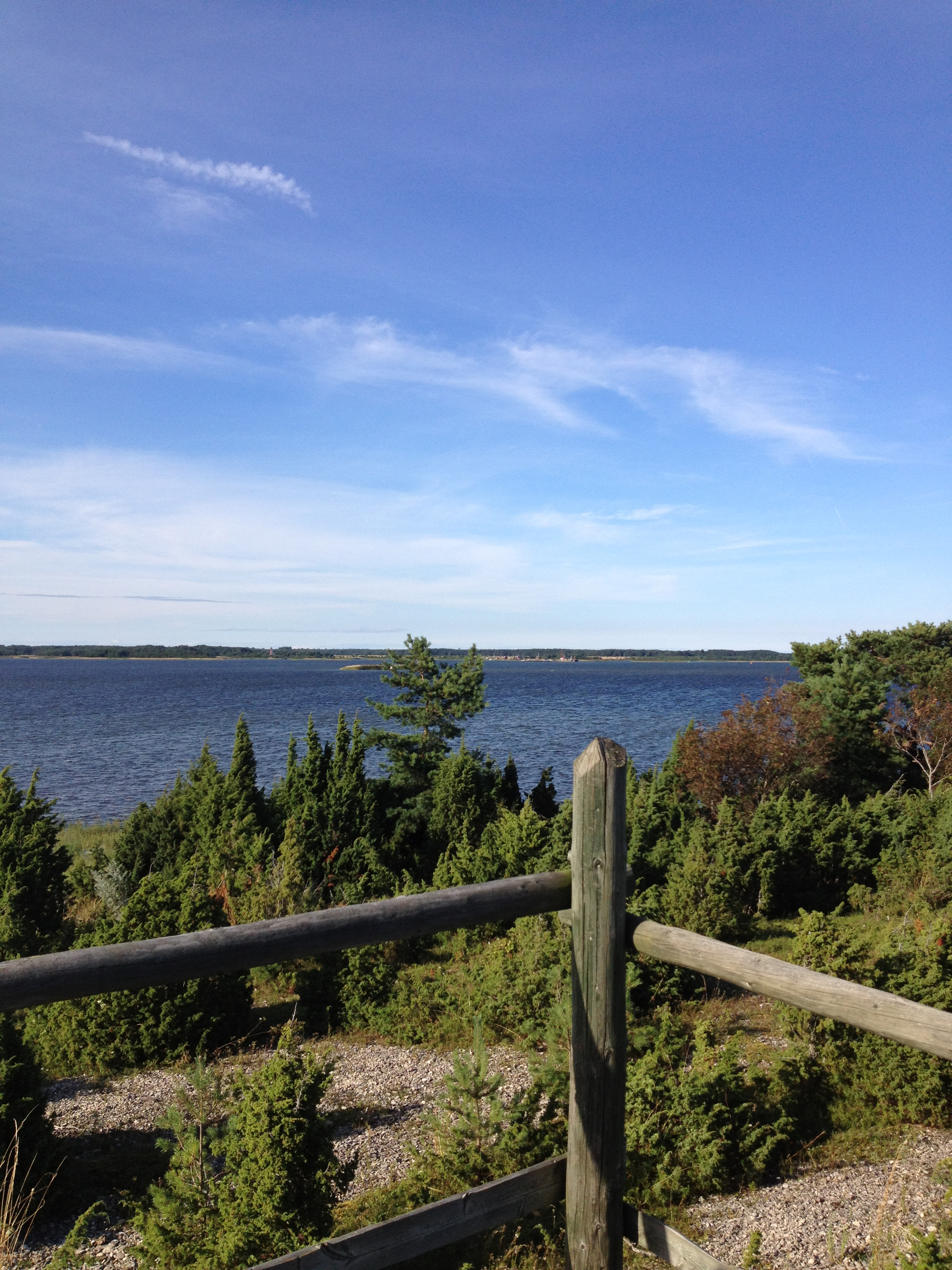
Uitzicht over Sviby laht